# Левковские
Левко́вские (пол. Lewkowski, укр. Левківські), а также их предки Велавские, затем Валевские-Левковские (пол. Walewski-Lewkowski, укр. Велавські або Валевські) — старинный дворянский род бояр овручских («служивали коньми а въ панцырахъ, посполу зъ бояры Вруцкими»), а позднее земян и шляхты («ижъ они здавна суть земяне шляхта повету Киевского»).
Левковские с гербом Трубы (пол. Trąby) были внесены в Гербовники Адама Бонецкого, и Северина Урусского, под литерой «Л» в VI часть многотомной Родословной книги дворян Волынской губернии и её печатный вариант Список дворян Волынской губернии. Но, из рукописей В. Руликовского известно, что Левковские до утверждения в российском дворянстве использовали герб Немиричей, Клямры: «Валевские-Левковские герба Клямры. Род неизвестный нашим геральдикам, я видел подпись и печать Шимона Валевского-Левковского - войского Житомирского, коморника, генерала воеводства Киевского 1721 года. Вавржинец Валевский-Левковский — наместник гродский и земский Киевский 1735 года».
Фамилия Валевские (Валевские-Левковские) является производной от топонимического прозвища Велавские и не имеет никакого отношения к польскому роду Валевских.

## Версии происхождения
Наталья Яковенко выдвигает тезис о тюркском происхождении рода Немиричей, возможно, даже из среды автохтонных тюркских вассалов князей Киевской Руси. Она отмечает, что трудно даже с полной уверенностью установить, где располагалась родовая земля, составлявшая первичную «отчину и дедину» Немиричей. Ведь те огромные земельные комплексы, которые впоследствии, в течение XVI в. оказываются в их руках — это или выслуги, или имения, вошедшие за невестками или купленные земли. Согласно предположению А. Яблоновского, поземельным гнездом рода, скорее всего было, село Приборцы (позднее Приборск) в верховьях Тетерева, который упоминается в ревизии в Чернобыле 1552 года, как собственность Иосифа Немирича. Приборск был вкраплён в Труденовскую волость (ныне Иванков), входившей в состав владений князей Половцев со Сквира. Но поскольку то предположение Н. Яковенко опирается на большое количество соображений гипотетического характера, возникает ряд вопросов, которые ставят его под сомнение. Ведь, Труденовичи по Половцам-Рожиновским перешли на Ивашка Немирича лишь в 1536 году. До этого, Труденовичи — это дедичное имение Юхновичей, которые получил Олехно Юхнович вместе с другими имениями, также, как и Михал Юрьевич со Сквира Половец, ещё от киевского князя Олелька Владимировича. Наконец, несмотря на то, что основной усадебный комплекс Немиричей размещён на Киевском Полесье, зафиксировано и их владения на Волыни. Отсюда не удивительно, что Немиричи некоторыми исследователями отождествляются с ответвлением рода волынского земянина — Немири Резановича, луцкого старосты в 1445—1452 гг, активного сторонника и придворного князя Свидригайла. Та же Н. Яковенко также рассматривала эту версию, но, не имея на тот момент аргументов в её пользу, отказалась от неё. Но, позже О. Задорожная обнаружила, что ещё К. Несецкий в середине XVIII в. связал киевских Немиричей с волынским родом Немир Резановичей. Вот что писал геральдик в статье о Немиричах герба Клямры: «Война или Немирич, сестре своей Марии, которая была замужем за князем Михайлом Чарторыйским в 1458 году — те добра записовал: Житан, Чесный Хрест, Бубнов, Горычов, Тышковичи, Щутяты, Литовиж, Кречов, Горки и Олешко с прилеглостями, как доказывают аутентичные документы дому княжат Чарторыйских». В данном случае К. Несецкий опирался, в том числе, на известные пять документов из архива князей Чарторыйских (привилеи Немире Резановичу и его племяннику Митку, а также тестамент его сына Якова Войны Немировича, очевидно позднейший фальсификат в пользу князей Чарторыйских).
Северин Урусский в описании Немиричей герба Клямры, не соглашаясь ни с Окольским о литовском предке Немиричей Андрее — сыне троцкого воеводы Миколая Гржимала, ни с Несецким о предке Григорию Вороне с Подолья, выдвигает свою версию о происхождении киевских Немиричей от Немир Резановичей: «…najprawdopodobniej przeciez pochodza od ktoregos z Niemirow, nadanych juz przez Witolda na Wolyniu i Podolu, tak naprzyklad Niemira z przydoomkiem Rezanowicz».
Известный польский историк Владислав Семкович также рассматривал Немиричей полесско-киевских и волынских Немир Резановичей, как один род: «Protoplastą tej rodziny był Niemira Rezanowicz (Razanowicz), bojar wołyński, sprawujący w latach 1445 do 1452 urząd starosty łuckiego. Bratem jego był Kozaryn Rezanowicz, występujący w połowie XV w., a dalszym krewnym (plemiennikiem) niejaki Mitko, obdarzony w 1450 szeregiem nadań królewskich na Wołyniu. Ów Niemira Rezanowicz miał z żony Anny syna Jakuba Wojnę Niemirowicza i córkę Marię, która wyszła za kniazia Michała Wasilewicza Czartoryjskiego… Otoz przypuszam, ze to jestto rodzina Niemirowiczow (Niemiryczow), ktora rozrodzona na Woluniu i w Kijowszczyzni, uzywala pozniej herbu Klamry».
Иван Левковский придерживался мнения о том, что не только паны Немиричи герба Клямры, а и бояре Левковские, Невмержицкие, Можаровские, Геевские, Верповские, Доротичи, Покалевские, Ходаковские, Русиновичи и другие их собратья — все вместе являются представителями огромного «руського» рода Немиричей (того же, с которого вышел Немира Резанович) и происходят от общего предка второй половины XIV века. По его мнению, учитывая данные Гербовников Б. Папроцкого и К. Несецкого, этим легендарным предком мог быть Григорий Воронович. Так, в статье о Ельцах герба Лелива, К. Несецкий называет предком многих родов, в том числе Немиричей, Грегора Вороновича с Подолья, который перешёл на службу к королю Ягайло, в Григория был сын Александр, служивший князю Свидригайлу из своей отчизны на Подолье и ставший винницким старостой, в этого Александра было семь сыновей, в одного из которых Гридка, тоже было семь сыновей. Первый был Пётр, он оставил двоих сыновей Немиру и Черешню. Немира был предком Немиричей герба Клямры в Киевском воеводстве, а Черешня — предком Черленковских (Кмит). Этим же сыновьям и присудил король польский бояров Котчища, яко выслугу Петра Гридкевича. Но старый геральдик Папроцкий, говорит лишь о семи сыновьях Александра и от одного из них — Матвея Кмиты, ведёт родовод Кмит Чернобыльских: Грегор Воронович —> Александр (Кмита) Грегорович —> Матвей Кмита —> Криштоф Кмита, Семён Кмита —> Филон Кмита Чернобыльский (сын Семёна).
Ответ на вопрос, каким образом Велавская земля на овручском Полесье, включая и Смолчанскую землю, то есть Левковскую-Невмирицкую и Верповскую земли (согласно Делу Можаровских, Велавская земля и Каменщизна входили в состав Смолчанской или Смольняной земли), оказалась в руках Немир Резановичей из Волыни, находится в словах геральдика К. Несецкого в статье о Немиричах герба Клямры: «Piotr, jeden z synów siedmiu Hrydzka i najstarszy, zostawił dwóch synów, Niemirę i Czeresnią, od Czeresni poszli Czerlińscy, czyli Czerlinkowscy, od Niemiry Niemirzycowie: na dowód tego, dekretem się jakimsiś świadczy, którym Bojarów Kotczysca, jako wysługę Piotra Hryckiewicza przysądza obiema braci».  Действительное существование данного документа подтвердилось: среди рукописей липовецкого архива Юноша-Росцишевских в перечне документов Турбовского семейного архива панов Ельцов («DOCUMENTA FASCICULO PRIMO COMPREHENSA PER COLLEGIUM OWRUCIENSIS SOCIETATIS IESUS TERMINO COINDESCENSION ANO 1740 IN BONIS TURBOWKA COMPORTATA ET COMMUNICATA SUCCESSEORIBUS OTIM PHILIPPI THEODORI JELCOW»), исследователям стало известно его название (кверенда): «List ksiaza Alexandra Litewskiego dany Niemirze y Czereszni Rydkiewiczom na Kodczyce» (Без указания даты. «Лист князя Александра Литовского, даный Немире и Черешне  [Г]ридкевичом на Котчище»). Не секрет, что и в Грамоте Сигизмунда I, овручскому старосте Криштофу Кмитичу (родной дядя известного Филона Кмиты Чернобыльского), от 10 июня 1544 года, староста четыре раза назван Криштофом Немиричем, очевидно, по своим веледниковским владениям («земли Матвеевское, пана Криштофовы»), которые перед Матвеем Александровичем Кмитой (Кмитой Александровичем) принадлежали пану Немире за правления великого князя Витовта (Микула О[с]ташкович Невмирицкий отчизну Невмирицкую держал «по продку своем Невмире за великого князя Витовъта»), как имение-повет Каменец (Каменщизна) или по-другому, Немиричизна: «…od nayiaśnieyszego króla jego mości, Zygmunta, w sprawie antecessorom offerentis do wielmożnego niegdy Krzysztofa Niemirycza, starosty Owruckiego». Другие источники косвенно подтверждают, что отцом братьев: Немири, Казарина и Митка Резановичей был Пётр — прадед бояр Васка и Ивашка Сенковичей Русиновичей, отчизной которых, как и Давыда Велавского, была соседняя с Немиричизной Велавская земля (Котчищи и Литовский остров). Учитывая это, оказывается, что луцким старостой в 1443 году (не позднее, чем с 23 IX 1442) стал пан Иван Петрович, один из найдавнейший наместников луцких, согласно памятной записке, сделанной осенью 1538 или летом 1540 года, сторонник Свидригайла (брат Немири — Иван Козарин Резанович?), а вовсе, как принято было считать, не князь Василий Фёдорович Острожский или его ставленник (от Казимира).
В связи с этим, совсем неудивительно, что отчизные имения черняховско-олевских Немиричей: Кузьмичи, Добрынь и Медведное по традиции ещё на рубеже XVI—XVII вв. считались составной частью добр тех самых Котчищ. Котчище – это место, удобное для установки котцов, то есть езов, а ез (яз) — место в реке, перегороженное перевязанным между собою частоколом для ловли рыбы.
Прообразом легендарного Грегора Вороновича («Грегора из Вороновиц») был Гринько Соколецкий. Известно, что в 1391 году к Соколецкой волости придавал Гриньку Фёдор Кориатович Вороновицю: «А к тои к Соколецьскои волости придала ѥму наша старь|шаѧ братьѧ и мы… Вороновицю» В то же время, некоторые потомки Грегора Вороновича назывались Вороновицкие: Бык Александрович назван Бык (по Папроцкому и Кояловичу, Юрий) Вороновицкий, а в другом месте — Кмитин брат, получивший 10 коп с корчом Вруцких. Город Соколец, как центр Соколецкой волости, данный пану Гриньку, по версии некоторых исследователей, это современное село Соколец в Немировском районе Винницкой области , но по данным археологических раскопок — это затопленный водами Ладыжинской ГЭС остров на реке Южный Буг площадью более 15 га с городищем (замковой горой) площадью 532 м² и высотой 11 м возле села Сокольцы Гайсинского района Винницкой области. Город Немиров, возможно, и заложили Немиричи (скорее всего «панъ Немирѧ Бакотьскии»).
Иван Левковский также предполагал, что от села Роснова (Рознова) — сейчас село Руснов, находится во Владимир-Волынском районе Волынской области (Роснов, Бискупичи, Волица и Жашковичи относились к одному «ключу» и принадлежали Немиричам и князьям Козекам), Немиричи получили свой придомок «Резановичи», поскольку в одном из документов фамилия «Русановичи» (от села Руснова) и «Резановичи» (от того же села Роснова) выступают как синонимы, когда Козарин назван Русанович, а его брат Немира — Розанович: «a pan Kozaryn Rusanowicz, a pan Niemira Rożanowicz, starosta Łucki». Он также обратил внимание на документы Люблинского трибунала (Книга № 2: от 26 июня 1604 года, Лист 1715, от 11 мая 1607 года, Лист 151 и от 14 мая 1607 года, Лист 153),из которых видно, что князья Збаражские захватывают у дворян Левковских грунты Остаповский (дедич Остап  Васильевич Война) и Сосновский (дедич Михаил Сосновский с волынских Соснов-Бискупич) в Левковичах и часть грунту Васьковского (дедич Василий Оникиевич Невмирицкий). Как оказалось, после покупки Остаповщизны в Богданы Солтановой (Sumariusz z dokumentów dotyczących Sołtanów, Szyszka-Staweckich i Trypolskich ułożony przez Wojciecha Różyckiego 1808. Лист 10 об.) князь Стефан Збаражский около 1602 года меняет это приобретение с Мартином Левковским и его женой Еленой Невмирицкой на часть грунту Невмирицкого — Васьковщизну в слободе новооседлой Дьяконовской. Но, позже эту сделку князь Збаражский отказался засвидетельствовать на рочках земских Житомирских, а его вдова Катарина Сулимянка насильно заняла эти земли. В ходе исследований и изучения родословной князей Збаражских было установлено, что княгиня Збаражская Мария — она же княгиня Ровенская и врождённая княжна Степанская (дочь князя Михаила Степанского и Федьки Юршанки), её первый муж Яков Война Немирич, отец которого Немиря Резанович был луцким старостой в Великом княжестве Русском на Волыни Свидригайла Ольгердовича. Кроме того, согласно выписке из Книг капитульного архива в Вильне грамоты Витовта от 1415 года, аутентичность которой вызвала большие сомнения не только при рассмотрении Дела Можаровских в Сенате, а и в независимых экспертов, дистриктом или районом Каменщизна (включая Можаровскую и Городецкую земли), лежащем в Киевском повете, и переданным капитуле Виленской князем Александром Витовтом, владела княгиня Степанская: «districtum sive territorium nostrum Camyenyecz dictum in terra nostra Kyowyensi iacentem, quem ducissa Stepanska habuit et possedit» («дистриктом или районом Каменщина, лежащем в Киевском повете, и переданным капитуле Виленской князем Александром Витовтом, владела княгиня Степанская»). Учитывая то, что повет Каменец никогда не входил в состав Степанского княжества (историческая граница между Степанским и Овручско-древлянским княжеством проходила в междуречье Случи и Горыни), очевидно, что Яков Война Немирич переписал своей жене, княгине Марии Степанской часть вотчинной земли и в Левковичах. Княжна Мария после смерти Якова Войны Немирича в 1461 году во второй раз вышла замуж уже за князя Семёна Васильевича Збаражского. Мария Ровенская умерла около 1517 года. Выходит, она физически не могла владеть Каменщизной в 1415 году, а это значит, что, по крайней мере, год выдачи этой грамоты, безусловно, подделан канониками. Тем не менее, из всего этого всё-таки следовало, что каноникам виленским было доподлинно известна предыдущая перед ними владелица Каменщизны — княгиня Степанская, ставшая впоследствии княгиней Ровенской, получившей в вено Каменщизну, а также грунты в Левковской земле («Левковщизне») по первому мужу Якову Войне Немиричу, и поэтому потомки князей Збаражских претендовали на земли Левковских и Невмержицких. Точно известно лишь, что копия грамоты 1430 года, которая якобы подтверждала предыдущую грамоту Витовта 1415 года, была внесённая в Коронную Метрику аж в 1459/1460 годах (Kop. 1. Metr. Kor. (w Arch. Glownem w Warszawie) T. XI str. 122—123. Kopja ta wciagneta jest w ksiege z lat 1459/1460), причём эту копию с капитульного архива, ошибочно приняв за подлинную, в 1470-х года перенёс в свою хронику Длугош. Очевидно, что эта фальшивая копия, внесённая в Коронную Метрику в 1460 году стала тем юридическим основанием, с помощью которого каноники и овладели тогда Каменщизной. Ведь, это был именно тот период, когда реальная княгиня Мария Степанская, перед самым вторым замужеством за князем Семёном Васильевичем Збаражским (около 1460 года), и потеряв своего первого мужа Якова Войну Немирича, потеряла и вено, записанное им — повет-имение Каменец в Киевском воеводстве, поскольку это стало своеобразной расплатой Вильнюса за участие её мужа (Якова Немирича), свёкра (Немири Резановича) и отчима (Олизара Шиловича) в неудавшемся волынском заговоре 1453 года. В итоге, Мария Ровенская, урождённая княжна Степанская, как жена в первом браке Якова Войны Немирича — сына Немири Резановича, могла иметь права на Каменщизну, в том числе и на часть Левкович-Невмирич только в одном случае: если Немира — предок Невмержицких, дедич данных земель за князя Витовта и Немира Резанович — староста Луцкий, был одним и тем же лицом, завещавшим её мужу, то есть своему сыну Якову Войне Немиричу, отчизные владения под Овручем, которые тот записал в вено своей жене Марии, урождённой княгине Степанской.
По словам многих исследователей родоначальником Левковских был Ларион Валевский, слуга, позднее боярин киевского князя из села Валева (Велавска) — теперешнее село Валавск (Ельский район) Гомельской области. 19 февраля индикта 13-го (1420 года) удельный князь киевский Олелько Владимирович из литовской династии Гедиминовичей — сын киевского князя Владимира Ольгердовича, пожаловал в Овручском замке грамоту Лариону Валевскому («Мы Александро Володимеровичь пожаловали есмо нашого слугу Ларивона Велавского: не надобе ему нам з слугами службы служити, а поплатовъ платити и иных никоторыхъ пошлин, в Чорнобыли не велели подводами ни стеречи, служити ему служба з бояры. И на то дали есмо ему сес нашъ листъ з нашою печатю, потверждаючи ею к бояромъ. И писан у Вовручомъ февраля девятогонадцят дня индикъта третегонадцять»), согласно которой, Ларион Валевский переходил в разряд литовских служивых бояр — земян, и должен был служить «господарскою, военною, земскою службою конём», «конно и оружно» по призыву князя «винни, ехати на послугу господарскую при воеводе киевскомъ якъ ихъ обошлетъ, а при старосте овруцкомъ ездити не винни, кроме своё доброе воли». Кроме этой повинности земяне не несли никакой другой повинности, не подчинялись суду княжеских замков и их державцев, а судились или перед лицом самого князя, или его воеводы, или же комиссиями, назначаемыми князем для каждого отдельного случая.
Иван Левковский ошибочно поддерживал мнение о тождественности не только Немири — родоначальника Невмержицких с луцким старостой Немирой Резановичем, а и Лариона Велавского — родоначальника Левковских с родным братом Немири Резановича, членом рады и маршалком князя Свидригайла, маршалком Волынской земли — Козарином Иваном Резановичем. Впервые подобное мнение высказал ещё П. Клепатский, что этот Ларион, очевидно, получил своё прозвище от имения Велавск, и постепенно дроблясь между родственниками, Велавск в половине XVI века принадлежал уже нескольким владельцам, выходцам из Волыни: Солтану и Богдану Стецковичам, их племянникам Гринковичам и «брату» Солтана и Богдана, Матвею Угриновскому. Вышло так, что настоящее (светское) имя своего родоначальника Левковским не было известно, во всяком случае на момент составления родословия в XIX веке, как в актовых записях, так и в научном обороте фигурировало очень редкое, скорее напоминающее монашеское, чем реальное имя, «Ларион Валевский». Козарин Резанович, очевидно, уйдя в монастырь, который он сам и основал до 1451 года («а монастырь к Вербои на пущи он учинил»), по примеру многочисленных схимников, отказался от всего своего мирского имущества («раздаждь имения твоя вся…») в пользу своего брата луцкого старосты Немири Резановича, племянников Якова (Горки и Олеско), Яцка (Кнегинин) и Тишка (Сомино), поскольку уже на тот момент сын его Давыд со своими пятью сыновьями будут лишены овручских владений и шляхетских прав, не ранее чем до 1471 года, а младшие сыновья Грицко и Стецко Ивановичи, вероятно, не достигнут ещё совершеннолетия.
Письменное упоминание привилея Лариону Валевскому в «Потвержене земаномъ Киевъского повету Павлу, Семёну Болгаковским, Гридку Нелеповичу, Радивону а Охрему Геевичом на имена их землю Смолчанскую и на листы Казимера корола его мл. и Володимера Киевского» от 18 марта 1574 года, свидетельствует о том, что в коронную канцелярию этот лист тогда не был представлен, а скорее всего, оригинальный привилей Гаштольда от 1474 года, в который он был вписан, поскольку они не показывали сам «листъ славное памети князя Александра Володимеровича киевского», а указовали, то есть указывали на него в каком-то другом листе. Ещё в 1530 году Велавские, якобы цитируя этот документ, в то же время признаются, что грамота Лариону Валавскому погибла («нижли, дей, тот лист был в нихъ зъгинулъ») и в объявлении дворян Левковских от 18 декабря 1649 года в перечне уничтоженных казаками документов, на пергаменте писаных она не упоминалась, а упоминались другие листы: «…старых розных привилеев на пергаментах писаных с печатьми завесистыми королевскими од найяснейших королёв их милостей Кгаштолта, Казимира и Александра, так на шляхецтво, яко и на добра Левковские служачих, наданых…», которые в оригиналах были на руках у Левковских не только в 1574, а ещё и в 1648 году. Даже люстраторы в 1616 году, очевидно со слов Левковских, посмотрев лист «апробации» короля Сигизмунда III, отмечали, что король Казимир подтвердил привилей князя Александра Владимировича на певные вольности, предкам их данные.
При Семёне Олельковиче, по словам П. Клепатского, Велавские за какой-то «выступ» были лишены всех своих имений; но это не обратило их в первобытное состояние. По смерти своего гонителя, они с помощью овручских старожилов выводят своё шляхетство, получают обратно маетности и продолжают дальше именоваться земянами. Об этом свидетельствует около 1509 года овручский пан Немира Грицкевич, что «князь Семенъ, на его [Доротича] деда Давыда и на его батька Павла и на дядьки его розъгневався, и отнявъ въ нихъ дедизну и отчизну ихъ» (Велавск). Но, П. Клепатскому неизвестно было, за какой «выступ» были лишены всех своих имений бояре Велавские за правления киевского князя Семёна Олельковича, возможно они были замешаны в малоизвестном, так называемом волынском заговоре 1453 года, возглавляемом луцким старостой Немирой Резановичем. Позднее, очевидно, опасаясь негативных последствий со стороны королевской власти в процессе подтверждения их в шляхетстве, желая скрыть этот эпизод, Левковские якобы не называли настоящее имя своего родоначальника, а лишь монашеское «Иларион» или «Ларион», как производное от светского «Иван». Эти же исследователи считали, что из-за провала данного мятежа Давыд Велавский и его  сыновья покинули свою овручскую отчизну и дедидизну и «пошли прочъ, къ Волыню, зъ жонами и зъ детьми и сo co всими статки своими», и лишь между 1492—1506 годами Велавск и остальные земли всё же перешли «кревным» Велавских с Волыни — Грицку Ивановичу и Грицку Стецковичу, а позднее уже их потомкам — боярам Солтанам Стецковичам (Бутятицким) и Шишкам Ставецким. В выписе из гродских книг Киевского господарского замка от 4 июля 1576 года Пётр Солтан — сын Солтана Стецковича показан паном, имевшим владения в селении Левковичах, хотя официально покупка части Левкович в панов Левковских была оформлена паном Солтаном в Киевском земском суде аж через четыре месяца — 4 ноября 1576 года (Книга Киевского земского суда за 1576 год), а через год там же выдана «облята» его жене Богдане Ивановне, буркграбянце Киевской (Книга земская Киевская 1577 года). Мало того, ещё 5 июля 1571 года пан Солтан манифестовал на Филона Кмиту в Киевском земском суде о наслании его людей в добра Левковичи и Невмиричи (Книга земская Киевская 1571 года). С другой стороны, Левковских мы встречаем на Волыни. Так, среди богословов в Миляновичах под Ковелем, которые входили в кружок и скрипторий князя Андрея Курбского, существовавший с конца 1560-х до 1583 года, ряд исследователей, ссылаясь на немецкого историка Ингу Ауэрбах, упоминают священнослужителя-клирика Павла Левковского из Ковеля, который 30 января 1572 года почему-то сбегает от А. Курбского, прихватив с собой, по крайней мере, 11 книг и другой церковной собственности. Вероятный сын Павла — «Іоаннъ Левковскій» упоминается в собственноручных Записках Петра Могилы в 1609 году, как благородный гражданин ровенский в числе лиц, читавших «пророческое» письмо Илии пустынника к княгине Анне Костчанке Острожской («писаніе бѣ ляцкимъ языкомъ и писмены»).
Однако позже Иван Левковский пришёл к выводу, что далекие предки Левковских и некоторых других родов овручской шляхты стали тюркскими вассалами киевских князей ещё в домонгольские времена (торки), позднее ассимилировавшись среди местного руського боярства.

## Среди шляхты Овручского староства
После возвращения Велавских из Волыни их Смольчанские земли были подтверждены Мартином Гаштольдом, а затем и листом великого князя Казимира Ягайловича в 1486 году, а остров Литовский листом короля Александра в 1496 году. Земли Смольчанские, Левковские, Ловдыковские и остров Литовский были подтверждены за Левковскими, Геевскими и Булгаковскими с 1574 года Грамотой короля Генриха III и «вписаны до гроду киевского в 1597 году». Родовым гнездом Левковских стало село Левковичи на территории Овручского староства, которое, в качестве отчины, как Смолчанскую землю, овручский земянин Булгак Белавский (Велавский), подтвердил в 1486 году у короля Казимира. Достоверно неизвестно, существовало ли село Левковичи до появления бояр Велавских, хотя по результатам работы Овручской археологической экспедиции 1996—2009 гг. — Верпа, Кобылин, Левковичи, Можары, Гаевичи и относятся к поселениям древнерусского периода (X—XIII век), но полноценные археологические раскопки там не проводились, в отличие от соседнего села Збраньки, где обнаружена стоянка периода палеолита. Но, совершенно очевидно, что название села «Левковичи» и бояр «Левковских» происходит от имени старшего сына того же Булгака Белавского — «Львея» (Льва, Левка), который упоминается рядом с предком Гридковичей и Сидковичей Невмержицких — Микулой (Осташковичем Невмирицким) в Акте разграничения угодий между владениями Виленского епископа (Ивана Лозовича) и каноников Виленского костёла Св. Станислава по рекам Локница (Лохница) и Плотница от 21 сентября 1474 года: «…от ка[ноника] Виленьского костёла святого Станислава пана Митька Петровича и пана Митька Бардича и пана Фёдора Бардича, Олександра Максимовича и Данила Белотьского, Микулу и Львея и инших мужов к тому обличьно собраных, урядили, утверди[ли] есьмо вечно и границю уделали рекою на имя Локницею, и продали к Солоному Бабий остров князя бискуповым людем з усим правом земли и в бортях…».
Несмотря на то, что мать Богдана Хмельницкого второй раз вышла замуж за дальнего родственника бояр Велавских, королевского «желныра» Петриковского повета Василия Ставецкого, Левковские, как и вся шляхта на службе Речи Посполитой, понесли определённые потери от казацкого войска в связи с освободительной войной Богдана Хмельницкого. Так, 18 декабря 1649 года во Владимирском гродском замке пан Стефан Левковский жаловался, что «…в року свежо прошлом 1648 през поднесенье ребелей войска его королевской милости Запорозкого, веспол з ордою татарскою злученою, противко всее Речи Посполитое Короны Полское, где не тилько на Украину, на Подолю, на Волыню, алеж и в Полесье вторгнувшись, не толко добра шляхецкие, с которых пожиток якись мети могли, але и с которых и жодного пожитку не маючи, дворы палили, справы в закопанех будучие, находячи и одкопаючи шарпали, палили и в нивеч оборочали, гробы, где тела умерших одпочивают, шукаючи собе чого до пожитку отворали, особы шляхецие где кого заскочити могли стинали и губили; то ж пану Стефанови Левковскому, протестуючому и братьи его рожоной учинили… где помененное войско Запорозкое в тутошным краи шло и чата полку Каневского в тамтых краях будучи, тую скрыню поменненого пана Стефана Левковского, в закопаню в острове Моровине будучую, нашодши и оную откопавши, добра и охандозства розные побравши, а тые вси справы попалили и в попел обернули». Но, некоторые Левковские принимали участие в освободительном движении в период Руины уже на стороне казаков. Они создали казацкий отряд во главе «panom: Michałowi, ojcowi, Piotrowi i Remianowi, synom, Lewkowskim», который в продолжение многих лет нападал на соседние шляхетские дворы, убивал помещиков, грабил их имущество, разорял имения. Так, в 1679 году, сосед Левковских помещик Франциск Потоцкий, жаловался, что они «прельстившись своеволием и пребывая в нём постоянно, набрали толпу людей всякого звания бьют и истязают проезжих шляхтичей, опустошили его имения, присвоили себе его борти и не допускают собираться ярмаркам в его имении Веледниках».. Из персоналий в источниках встречаются Мартин, атаман казацкий, Фёдор, Даниил, Григорий и Пётр Левковские 1663 года.
Конфликт с чернобыльским наместником Филоном Кмитой возникший из-за противоречивых листов, изданных канцелярией великого князя, начался 29 марта 1566 года, когда Жикгимонт Август дал «Привилей Филону Кмите на имене Чорнобыл, заменою даное на вечность». В привилее говорилось, что господар «…взявъ Подольския земли до рук и до столу своего, дали Филону Кмите отъменою, яко награда ему за его службы лежащий в Киевской земле замок Чорнобыли з местомъ и з мещаны тамошними и з бояры, слуги путными и их кгрунты и селичбами и селищами зо всимъ на все, яко се то само в собе, в границах и обиходах своихъ здавна маетъ, со всем тем и со всеми доходами, што Чорнобыл замокъ до сего часу был держанъ на нас господара, а меновите з двема сельцы под Овручимъ, тамже в земли Киевской на имя Кубелиномъ а Левковцами, бояры, слуги путными и их подсуседами з их селичдбами и зо всим кгрунты пашными и бортными…» В Выписе из гродских книг Киевского господарского замка в лето от Рождества Христова 1576 года июля 4 дня сказано, что «… иж деи року тепер идучого семьдесят шостого месяца мая двадцатого дня в неделю на свитанни его милость пан Филон Семёнович Кмита староста Оршанский, припомневши боязни Божеи и срокгости права посполитого и статуту, з тем на польбищи вогневой наславши деи можно кгвалтом на именья наши Левковцы и Невмиричи на домце наши шляхетне врадников своих Веледниковских Василя Одноокого, Васка Москвитина, врадника Богдановского Гришка Иаковлевича, Ивана писара Чорнобыльского, а Сидора Остаповича, а пред них немало слуг, бояр и подданных Чорнобыльских и Веледницких околко сто человек конно, заровно в панцырах з рогатинами, бронами, якоже напротивку неприятелеве, слуг деи и подданных наших и челядь дворную побили, помордовали, а инших поймавши з собою повели и до везенья посажми, у дворов у клетей замки поотбивавши, двери, окна полупивши, маетность деи нашу побрали, а на улицы межи дворами нашими кони, быдло коровье, волы, овцы, свиньи и весь табон загнали, по полю и по лесу збожья стоги попалили…» В числе пострадавших упоминаются Зиновий Сидорович и Григорий Нелипович Левковские, Пётр Солтан, Панас Сидкевич, Тит Севастьянович и Андрей Невмирицкие. Известен в этом процессе и документ от 4 сентября 1578 года: «Отложение королём Стефаном разбора дела между паном Кмитою, державцею чернобыльским, и Кубылинцами, Левковцами, Невмиринцами и Верпковцами, желавшими доказать, что они бояре, а не слуги путные». В Литовской Метрике также сохранилось множество документов по этому делу, которое впоследствии безрезультатно продолжали потомки Филона Кмиты, а также сохранилась переписка старосты оршанского со многими сановниками того времени по этому же поводу, где он неоднократно просит «о Кобылиньцы и Левковцы, жебых вже з ними конец прынял».
Отношения околичных шляхтичей и администрации Овручского староства были крайне сложными (державцами и старостами: Абрамом Мышкой Варковским, Михаилом Вишневецким, Павлом Руцким, Франциском Потоцким, Иосифом Бржуховским, Станиславом Ольшанским, Францишком Загурским, Яном Стецким и другими). Более 200 лет длилось это острое противостояние, корни которого по мнению некоторых исследователей, находились в несовершенстве государственного и политического устройства Речи Посполитой. Так, в 1614 году в Варшаве было издано пять декретов королевскаго суда, выданных по иску старосты овруцкого князя Михаила Корибута Вишневецкого к различным группам держателей королевских сёл в старостве о том, что эти держатели, владея землями, обложенными службою боярской путной и поляницкой, уклоняются от исполнения её и тянут с землями своими в земство. В числе других бояр названы многие потомки Давыда Велавского: «…вамъ Пашку Истимовичу, Мартину Гридковичу, Яцку Тумиловичу, Оникию Хыневичу Левковцомъ, Тишку Диаконовичу, Степану а Ивану Невмирицкимъ, бояромъ нашимъ, также иншой шляхте и всимъ державцомъ и поплечникомъ села Левковцовъ, до староства нашого и присуду замку Овруцкого належачихъ, …вамъ Захарку, Яцку и Семенови Верповицомъ, бояромъ нашимъ, также шляхте державцомъ и поплечникомъ всимъ вашимъ села Верповъ; …вамъ Ивану, Васку и Богдану Геевичомъ Ловдиковцомъ, Логмину, Артемю Доротичомъ и Росметкомъ, бояромъ нашимъ, также шляхте державцомъ а поплечникомъ всимъ села Геевичъ, до староства нашого и присуду Овруцкого належачимъ…»
Также, разногласия Левковских с польско-литовской администрацией наглядно проявлялись в постоянных столкновениях шляхтичей с хоругвями польско-литовского войска. В 1685 году татарская хоругвь стародубовского маршала Криштофа Литава, принадлежавшая к литовскому войску, отпущена была из лагеря на зимние квартиры. Путь её пролегал через смежные шляхетские сёла Невмерицкое и Левковичи. Перед засеком встретили их в качестве парламентёров Пётр и Роман Левковские. Они объявили Сенькевичу, командиру хоругви, что отряд его не имеет права входить в село, не приславши писарей, чтобы известить жителей о своём приходе; в заключение Левковские показали гетманские универсалы, освобождавшие их от военного постоя. Вместо ответа Сенькевич обнажил саблю, ткнул остриём в универсал и пронзил его вместе с рукою Петра Левковского; вслед за тем он обратился к своей команде со словами: «Бейте до смерти такого-то сына!» «Если бы меня не спас жупан из толстой лосьей кожи, то я наверно был бы искрошён в куски», — жаловался впоследствии Пётр Левковский. В это время в Левковском монастыре ударили в набат: женщины и дети бежали в монастырь, мужчины вооружались чем попало и выходили на улицу. Жолнёры спешились и пошли в атаку. В результате серьёзно были ранены Андрей Невмерицкий, Павел Левковский, Прасковья Левковская, Василий Левковский, Александр Невмерицкий, Андрей Невмерицкий, Елена Левковская, Иван-Вилимонт Невмерицкий, Самуил Невмерицкий, Степан Кобылинский, Станислав Пожарницкий. Между тем количество жолнеров значительно уменьшилось, потому что многие из них остались на пути, увлекаемые грабежом: они врывались в дома и кладовые, хватали одежду, разбивали шкатулки, рвали попадавшиеся им документы, забирали хлеб и мёд из пасек. Число защитников в то же время усиливалось. Из монастыря, из соседних домов, садов и огородов раздавались выстрелы, люди вооружённые пиками, топорами, дубинами начали теснить жолнеров со всех сторон: повалилось несколько товарищей и рядовых. Жолнеры принуждены были отступить во двор Андрея Невмерицкого и стали отстреливаться. Осаждавшим прибывали в подмогу из соседних сёл шляхтичи и крестьяне. Ночью жолнеры тайно бежали в село Велавск, оставив свои запасные лошади, повозки, захваченных днём пленных и добычу.
Вышеуказанные противоречия особенно обострились в 1670—1690-х годах, когда большинством земель в Левковичах владели Левковский Михаил и его сыновья Пётр и Роман (младший) Левковские. О сложных отношениях Левковских с овручским старостой Франциском Потоцким свидетельствует жалоба дворян: Романа, Михаила, Петра и Прокопа Левковских на дворянина Франциска Потоцкого от 7 июля 1682 года. В жалобе сказано, что, пригласивши в свой дом Романа Левковского Франциск Потоцкий, приказал слугам своим изрубить его, причём угрожал поступить со всеми Левковскими так, как поступил его отец с Антонием Невмирицким, которого он убил, волочил труп, привязав к хвосту лошади, дом его сжёг и имение присвоил себе («żе‚ jako niebozczyk rodzic mój kazał zabić i końmi włoczyć przed tym Antoniego Niewmiryckiego, i iego substantie, zabrać, i mieszkanie spalić, tak i ja teraźniejszym protestantom uczynię»). Потом Потоцкий обвинил несправедливо Левковских в укрывательстве беглых крестьян, и наконец позволил своему управляющему, Хмелёвскому, похитить жену Прокопа Левковского, отказался выдать её мужу и когда Прокоп Левковский явился с требованием в имение Потоцкого Веледники, то по приказу Хмелёвского был посажен в тюрьму, а потом избит до полусмерти. Хотя были и другие случаи. Так, в духовном завещании от 24 января 1659 года Северин Потоцкий отписывает своему сыну Франциску Веледницкую и Хлуплянскую волости, бердычевским кармелитам заставные Прежов и Карпиловку, и в пользу разных лиц денежные суммы, в том числе на одного из Левковских 200 злотых и 50 злотых Невмирицкому, а в 1712 году при бракосочетании Даниэля Левковского — регента и наместника гродского овручского, скарбника овручского с Барбарой Бржесцянской в Веледницком костёле, свидетельницей выступала вдова Катарина з Сильницы Потоцкая, старостина овручская.
Показательным в плане борьбы Левковских с овручским старостою Яном Стецким, является документ  — «Ответ дворян овруцкого уезда на доказательства, приведённые по тяжебному с ними делу, овруцким старостою, Стецким (1766 год)», опубликованный в Варшаве.. По данному делу в 1775 году была назначена Сеймовая комиссия. Наконец, король, Станислав Август Понятовский специальным листом от 22 сентября 1775 года освободил Левковских и других шляхтичей от преследований овручского старосты Яна Стецкого и обязал его восстановить их в имущественных и дворянских правах.
Центром религиозной жизни шляхетских околиц в XVII—сер. XVIII вв. стал Левковский мужской базилианский монастырь (Reguly swietego Bazylego wielkiego — Устава св. Василия Великого), основанный в селе Невмерицком (теперь село Левковичи Овручского района) «коштом Левковских, Невмерицких и братии их». Недавно стала известна точная дата «фундации» монастыря из завещания дворянина Андрея Малюшицкого, которым он дарил монастырю «остров Шепелевский в грунтах Кобылинских» — это 28 января 1628 года., а его первым игуменом был Еремия Гдышинский. Левковский монастырь пользовался особенным уважением околичных шляхтичей. В праздничные дни, особенно в храмовый праздник монастырской церкви, в день св. Николая, все шляхтичи сходились из околичных сёл в село Левковичи. В духовных завещаниях Пелагеи Фёдоровны Невмержицкой (1647 год — «Тело моё грешное земли, из которой оно сотворено, поручаю, согласно звычаю христианскому, зятю моему пану Илье Максимовичу Левковскому поховать и погребение учинить должен будет при церкви Святого Николая в монастыре Левковском Невмирицком»), Семёна Мартыновича Левковского (1680 год), Николая Думинского (1689 год), Марьяны Невмержицкой (1713 год) помещались требования, чтобы тело их было погребено в Левковском монастыре, и чтобы в нём наследники их отслужили сорокоуст за упокой души завещателя. Многие лица из числа околичной шляхты делали вклады в пользу монастыря, поступали в число монастырской братии, другие, состарившись, отправлялись на упокой жить в монастыре. Решение о закрытии Левковского монастыря и передаче его имущества Овручскому аббатскому монастырю было принято 19 октября 1745 года (см. Акт по Делу Польской базилианской провинции с провинцией Литовской о 12 монастырях № 44, 60). Но, тогда Левковский монастырь не был закрыт: по просьбе базилианского протоархимандрита и генеральных консультаторов, папа римский разрешил базилианам не закрывать эти монастыри ещё 10 лет, где фундаторами обеспечивалось содержание не менее 5 монахов-базилиан. А 13 октября 1748 года монастырь с церковью получает новый фундуш от Левковских-Невмирицких. Монахи-базилиане покинули Левковский монастырь лишь во времена ксендза Йосафата Седлецкого, опата («opata») Овручского (после 1753 года), поскольку из-за «щуплого фундуша» выжить в «западлым краю не могли».
На сегодняшний день в селе Левковичи действует православная Свято-Николаевская церковь (деревянная), построенная в 1815 году, вместо сгоревшей деревянной старой церкви в 1810 году. На церковном кладбище сохранилась могила некой «Нечаевой», которая согласно легенде подарила землю под строительство церкви. Очевидно, Нечаевая была женой пана Федора Васильевича Нечая: действительно, 25 января 1627 года Анна Петровна Нечаевая Невмирицкая, отписала на церковь «остров, на котором церковь с плебанией» и восьмую часть своей земли в Васьковщизне-Невмиричах, купленную ей 16 марта 1612 года в Мартина Гридковича Левковского за 1000 злотых польских. Её сын, Стефан Нечай, вместе с Антоном Тимофеевичем Невмирицким был указан владельцем части села Невмирицкого («Нечаевщины») в поборовом реестре 1628 года.

## Известные представители
- Ларио́н Вале́вский — родоначальник шляхетских родов Велавских, Покалевских и Редчицев (Турчинов);
- Давы́д Вела́вский — родоначальник шляхетских родов Велавских, Велавских (Валевских)-Левковских, Геевских-Невмержицких, Булгаковских-Верповских, Геевских-Ловдыковских, Доротичей-Павловичей (Малкевич-Ходаковских, Малевичей);
- Булгак Велавский — получатель грамот киевского воеводы Мартина Гаштольда (1474) и короля Казимира в Троках (1486);
- Львей (Лев, Левко) — боярин овручский, упоминается в 1474 году, «отчич» с. Левковичи Овручского района;
- Сидор Левкович — один из получателей грамоты короля Сигизмунда I в Кракове (1530);
- Павел Левковский — клирик из Ковеля (1572);
- Гридко Нелепович Левкович — один из получателей грамоты короля Генриха III Валуа в Кракове (1574);
- Олешко Устимович Левковский — один из получателей грамот короля Стефана Батория (1578) и короля Сигизмунда III (1592) в Варшаве;
- Томило, Фёдор и Клим (Зиневич) Нелиповичи Левковские — получатели грамоты короля Сигизмунда III в Варшаве (1592);
- Эразм Левковский - жолнер роты Яна Тарновского (1599);
- Мартин Гридкович Левковский — участник судебного процесса против князя Стефана Владиславовича Збаражского и его жены Катерины Сулимянки (1600—1609);
- Яцек (Яцко) Левковский — генерал возный воеводства Киевского (уп. 1602—1614);
- Иоанн Левковский — благородный гражданин ровенский (1609);
- Якуб Левковский — подстароста овручский (1611);
- Войцех Левковский — ротмистр его королевской милости в Брацлавском воеводстве (1617);
- Михал Левковский — возный гродский овручский (1628);
- Куприян (Супреян) Левковский в 1632 году в числе 30-и киевских шляхтичей подписался под «Актом Киевского Братства, данным Киевопечерскому архимандриту Петру Могиле с изложением условий, на которых воспоследовало соединение лаврской Могилянской школы с братской Богоявленской 1631 года декабря 30»;
- Ян Левковский — вицесгерент гродский львовский (1666);
- Криштоф-Станислав Левковский — наместник бельский (1666);
- Матеуш Левковский — поручик войск коронных (1668);
- Теодор Левковский — подстароста овручский (1682), наместник овручский (1683);
- Даниил Левковский — регент гродский овручский (1696), скарбник овручский (1710), подстолий инфлянский (1712);
- Симон Андреевич Валевский-Левковский — чашник смоленский (1712), войский житомирский и коморник (1716), регент гродский киевский (1717), уполномоченный для защиты интересов Киевского воеводства на Радомский и Люблинский трибунал (1720), комиссар от Киевского воеводства в Радомский трибунал (1725), войский овручский (1735);
- Ян Валевский-Левковский — наместник и вицерегент гродский киевский (1721);
- Лаврентий (Вавржинец) Валевский-Левковский — наместник подвоеводства киевского (1735);
- Стефан Левковский-Валевский — бурграф и вицесгерент гродский городельский (1749);
- Антоний Левковский — скарбник овручский (1750);
- Игнатий Левковский — скарбник овручский (1750, 1758);
- Василий Левковский — скарбник мстиславльский (ум. 1762);
- Дмитрий Левковский (1759—1821) — популярный поэт, монах-базилианец, автор песенных произведений духовного характера;
- Иван Андреевич Валевский-Левковский (1750—1812), подскарбий саноцкий;
- Иосиф Иосифович Левковский (1820—1881), служил в роте дворцовых гренадеров, происходил из дворян села Лещинцы (Погребищенский район);
- Иосиф Онуфриевич Левковский (1833 г. р.) — штабс-капитан, кавалер ордена святого Станислава 3-й степени с мечами и бантом, участник Крымской войны и защитник Севастополя;
- Лев Иосифович Левковский, сын Иосифа Онуфриевича — штабс-капитан 2-го Восточно-Сибирского сапёрного батальона, награждён орденом Св. Анны 4-й степени с надписью «за храбрость», в 1910 году Лев Иосифович — капитан 15-го сапёрного батальона (город Варшава), погиб в первую мировую войну (1916 год);
- Константин Игнатьевич Левковский (1819 г. р.) служил ротным командиром в чине капитана на должности офицера-воспитателя в Нижегородской графа Аракчеева военной гимназии в 1852—1866 годах, дослужился до полковника и похоронен на Выборгском римско-католическом кладбище (г. Санкт-Петербург) 16 февраля 1895 года;
- Левковский Василий Игнатьевич (1814—1875, Коростышев) — с 1845 года — заседатель Палаты уголовного суда Киевской губернии, губернский секретарь, с 1848 года — коллежский секретарь, с 1850 года — титулярный советник, с 1854 года — коллежский асессор;
- Левковский Иосиф Васильевич (1832—1891) — киевский купец 2-й гильдии, дворянин, внук по матери купца Н. Доморацкого, вместе с братом Константином владели известной усадьбой в Киеве (ул. Верхний Вал, 16, 16-а, 16/4);
- Левковский Александр Иосифович (1862 - ?) — киевский купец 2-й гильдии, дворянин, окончил Киевское реальное училище, в 1890 году был избран торговым депутатом, член патроната Попечительства императрицы Марии Александровны о слепых, владел двухэтажным каменным домом на Житнеторгской площади;
- Казимир Людвигович Левковский (1878 г. р.) в 1898 году окончил Константиновское артиллерийское училище в Петербурге и направлен офицером в артиллерию, штабс-капитан 30-й артиллерийской бригады (город Минск), в 20-х годах арестован и заключён в Москве в госпитале Бутырской тюрьмы, по обмену политзаключёнными между Польшей и СССР в межвоенный период был обменян на польского коммуниста за списком «Б» № 8 и отправлен в Польшу;
- Левковский Альбрехт Людвигович (1867 г. р.), родной брат Казимира, ещё раньше, в 1889 году окончил то же военное училище в Петербурге (тогда называлось 2-е Константиновское училище) и направлен офицером в пехоту, вышел в отставку в чине подполковника, Белосток;
- Левковский Виталий Альбрехтович, сын Альбрехта Людвиговича, родился в 1900 году, в Добровольческой армии, участник 1-го Кубанского („Ледяного похода“), награждён Знаком 1-го Кубанского (Ледяного) похода, во ВСЮР и Русской Армии в Корниловской дивизии до эвакуации Крыма, подпоручик л.-гв. Егерского полка, галлиполиец, 1921 года исключён из полкового объединения и кадра полка, осенью 1925 года в составе Корниловского полка в Болгарии, в эмиграции там же, служил в Русском Корпусе, после 1945 года — в США, умер 11-12 декабря 1962 года в Нью-Йорке, похоронен на кладбище монастыря Новое Дивеево, штат Нью-Йорк, США;
- Витольд Людвигович Левковский (1875 г. р.), ещё один брат Казимира и Альбрехта — выпускник Московского пехотного юнкерского училища, в 1910 году, он уже — штабс-капитан 141-го пехотного Можайского полка (город Орёл) 1-й бригады 36-й пехотной дивизии, в советское время — преподаватель танковой школы имени Фрунзе, житель города Орёл, репрессирован (арест: 1930 приговор: 3 года ссылки на Урал);
- Левковская П. В эмиграции в Германии, на 6 февраля 1921 года член Союза русских студентов;
- Левковский Виктор Терентьевич. Прапорщик (подпоручик, поручик). В Добровольческой армии и ВСЮР в 9-й роте 1-го Офицерского (Марковского) полка. Ранен 14 сентября 1918 года и 2 октября 1918 года под Армавиром.
- Левковский Сергей Александрович, родился 14 октября 1898 в Киеве. Киевскую гимназию окончил в 1916 году, Киевский университет (не окончил) в 1918 году. В эмиграции во Франции, в 1922 году в Марселе;
- Левковский Фёдор. Полковник, в 1918 году в гетманской армии; с 10 сентября 1918 года младший помощник командира 48-го, с 18 сентября 1918 года — переименованного 36-го Полтавского пехотного полка;
- Николай Валевский-Левковский, поручик 237-го Грайворонского пехотного полка, 5 марта 1917 года командующим 5-й армией за отличия в делах против неприятеля награждён орденом св. Анны 4-й степени с надписью „за храбрость“;
- Фёдор Валевский-Левковский, с 1 мая 1917 года произведён в прапорщики со старшинством с зачислением по армейской пехоте из юнкеров Владимирского военного училища;
- Левковский Аристарх Михайлович (14.04.1865, с. Васильевка Бузулукского уезда Самарской губернии — 09.03.1922, Саратов), психиатр, доктор медицины, статский советник, профессор Саратовского университета, из духовного звания, окончил Самарскую духовную семинарию, медицинский факультет Императорского Томского университета, с 1902 по 1903 гг. находился в клиниках Франции, Бельгии, Германии, Австро-Венгрии, с 1913 года — профессор кафедры нервных и душевных болезней Императорского Николаевского университета в Саратове, в 1915 году награждён орденом Святой Анны второй степени;
- Левковский, Александр Евменьевич (1887—1931) — протоиерей, один из идеологов Российской Истинно-Православной (Катакомбной) церкви;
- Левковский Фёдор Иосифович — герой первой мировой войны, подполковник 310-го пехотного Шацкого полка, награждён Георгиевским орденом (Георгиевским оружием), согласно Высочайшему приказу от 02 декабря 1916 года, а согласно Приказу Временного правительства от 3 марта 1917 года — полковник того же полка;
- Левковский Иван (прозвище «Матрос») и Левковский Фёдор (прозвище «Матросик») из села Левковичи в 1905 году служили матросами на броненосце «Потёмкин», незадолго перед восстанием « Потёмкина» их перевели на барбетный броненосец «Георгий Победоносец»;
- Левковский Максим Иванович (1888— 19 марта 1978, Возничи) — участник первой мировой войны, кавалер Георгиевского креста, участник битвы 8-й армии генерала Брусилова с 12-м австрийским корпусом на реке Гнилая Липа в ходе Галич-Львовской операции (конец августа 1914 года);
- Левковский Иван Николаевич (1892—1950, Возничи) — участник первой мировой войны, кавалер двух Георгиевских крестов 1-й и 2-й степени, подпрапорщик 11-й русской армии генерала Селиванова А. Н.;
- Левковский Иван Степанович (1876—1958) («Пашинец») из села Левковичи проявил мужество и отвагу на фронтах первой мировой войны, за что был удостоен звания Кавалера Георгиевских Крестов;
- Левковский, Алексей Иванович (1924—1985) — советский экономист-востоковед, профессор.

## Генеалогия
```
         N. Турчин (Немира, конюший Витовта?) [Велавский] (1398)
              │
              ├─ N. Турчин («а брат его [первей] з Кормы служит, з дедизной своей [части]»)
              │    └─N. Турчин («братанич оного [з] Ерликовской земли служит»)
              └─
Ларион Велавский
 († после 1438), боярин князя Олелька Владимировича (1420, 1422) и князя Свидригайла (1438) «[а он з] Тенетыловской земли служит, а к той земли придали мы Лариону Нивки Сивковщизну»  
                    │
                    └─
Давыд Велавский
 († после 1474), овручский и волынский пан (Велавск, Литовский Остров)
                        ├─Яков Покалевский, боярин овручский (Покалев, Давыдковичи)—>Кузьма—>Богдан Покалевский († после 1558) ∞ Опранья (Стефанида) Денисовна—>Покалевские─(x)
[
127
]
  
                        │   └─Конон и Каленик «Яковълевичы», Данило (1552) и Ларион Редчицы  (1522, 1537, 1545)—>
Турчины-Редчицы («Turczynow, a teraz tytuluiaczych Redczycow», 1645)
[
128
]
[
129
]
                         
                        ├─Андрей Глушко Велавский, ″ (Покалев)
                        │   └─Васько Андреевич Вилавский, боярин киевский (с. Булгаки в Заушье, 1542)—>Гришко и Клим Василевичи (1552, 1571, Овруч)─(x)
                        ├─Вольнянец, ″ (с. Гаевичи)—>Михайло (Литовский Остров)─(x)
                        ├─Павел Велавский, ″ ∞ Дорота  
                        │   ├─Пётр Доротич Велавский (1496, Литовский Остров; с. Дорошичи под Выговом?
[
130
]
[
131
]
) 
                        │   ├─Антон Доротич (1496), Литовский Остров 
                        │   ├─Андрей Доротич (1496, 1510, 1524), Литовский Остров   
                        │   └─Малко Доротич (1510, 1524)/с. Доротичи или Малевщизна в Пещанице со стороны Полесского + Литовский Остров/
                        │     └─Яцко Малкович (1530)—>Василий Малкович-Ходаковский (1570
[
132
]
)—>
Малкевич-Ходаковские

                        │        └─Кондрат Малевич (уп. 1566—1569)—>Артемий Доротич-Малевич (уп. 1604—1631)...—>
Казимир Малевич
[
133
]

                        └─Булгак (Иван?) "Белавский" (Велавский), земянин овручский († после 1486, Верпа Смолчанская земля) 
                            ├─
"Львей" (Лев, Левко)
, земянин киевский (1474) 
                            │      ├─Нелепа (Величко, 1489?) Левкович                                     
                            │      │  ├─Гридко (1571)—>Иван, Яцко (1586); Мартин, Дмитрий (1604), Фурс (1607)—>
Левковские

                            │      │  ├─Томило (″)—>Илья (1603), Яцько (1614), Максим—>
Левковские

                            │      │  ├─Сезин (″)—>Клим Зиневич Нелипович (1592)─(x); 
Ралько Зеневич
 (1609)─(x)
                            │      │  ├─Хвен (Фёдор) (″)—>Тимофей, Фёдор, Оникий (1614)—>
Левковские

                            │      │  └─Встин (Устим) (″)—>Пашко (1614)─(x); Олехно-Олешко (1576, 1578, 1592, 1628
[
134
]
)—>Иван-Петух Олешкович (1609) 
                            │      └─N. Левкович (Иван, 1489?)
[
135
]

                            │              ├─Андрей Левковский (1575)
[
82
]
—>
Левковские
(Белая Церковь)?
[
136
]

                            │              └─Павел Левковский (Ковель, 1572)  
                            │                      └─Иоанн Левковский (Ровно, 1609)—>
Левковские
(Волынь, священнослужители)?      
                            ├─Сенюта? (Верпа)
                            │  ├─Гришко Сенютич (1524)—>Кобылинские 
                            │  └─Иван Верповский (1556)
                            │      └─—>Павел и Семён (1574)—>Булгаковские-Верповские—>Верповские
[
137
]

                            ├─Нестер Геевич (1510, 1524), Нестеровщина в Левковичах (до 1525)
                            │  └─Макар Геевич (1530, 1554, 1570)—>Иван, Родивон, Охрим, Леон, Каленик, Григорий ∞ Агапия Ивановна
[
138
]
—>Лисичи, Геевичи-Ловдыковские—>Гаевские
                            ├─Яшута Геевич (1524), Яшутевщина в Левковичах (до 1525)─(x) 
                            └─Сидор Левкович  (1530) вместе с Макаром Геевичем и Яцком Малковичем назвал «предком их, на йме Ларивону Валавъскому»
                               ├─Федор Сидорович, 1544 (Федко Ложчич, 1524)—>Невмержицкие
                               ├─Солуян Сидорович (с. Невмиричи) 1552—>Дмитрий и Яцко Дьяконовичи—>Невмержицкие
                               └─Зиновий Сидорович (с. Левковичи) 1576─(x)
[
139
]
```